# Adelgunde Auguste Charlotte van Beieren

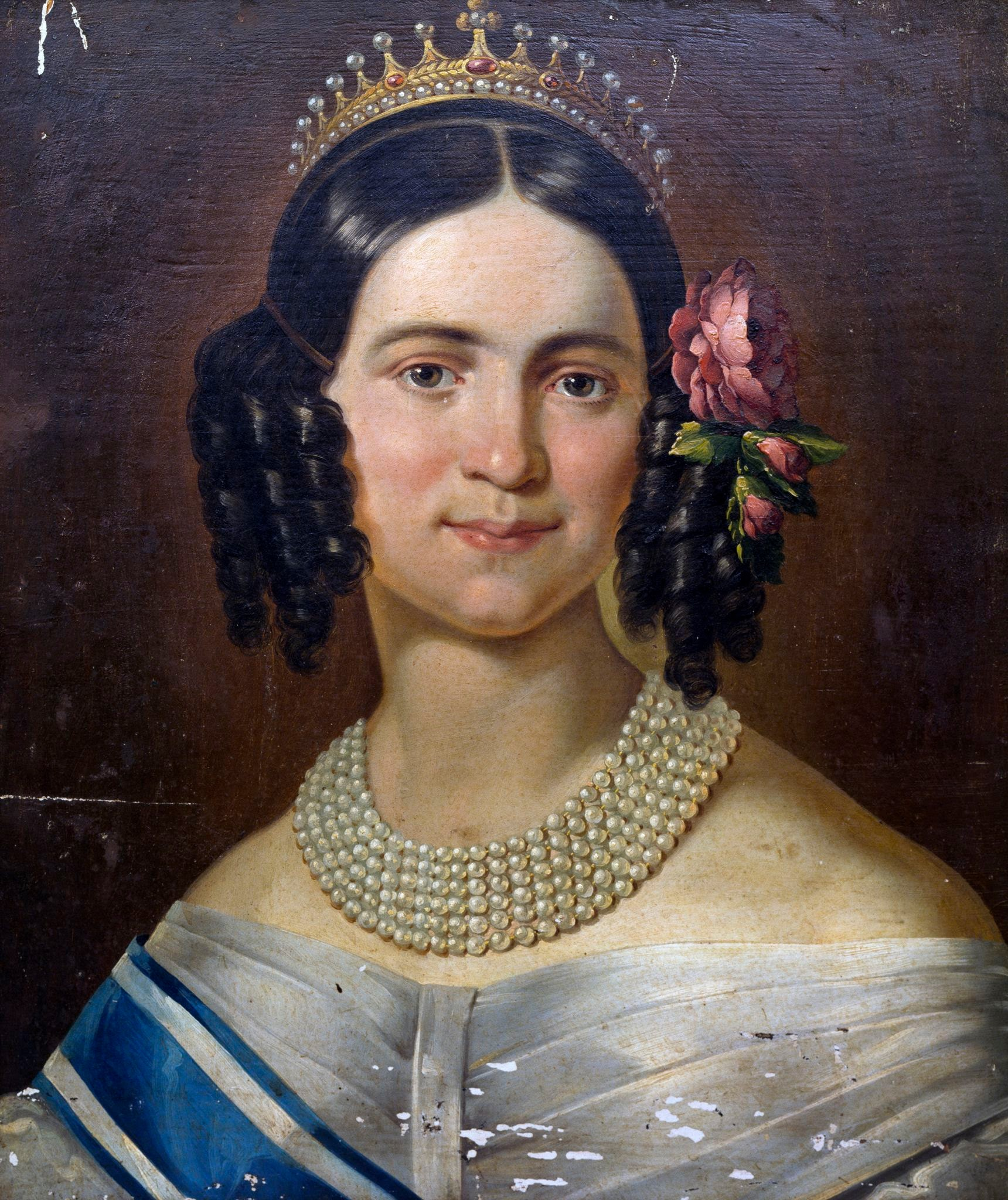
Adelgunde Auguste Charlotte van Beieren

Adelgunde Auguste Charlotte van Beieren (Würzburg, 19 maart 1823 - München, 28 oktober 1914) was een Beierse prinses uit het Huis Wittelsbach. 
Zij was het zesde kind en de derde dochter van koning Lodewijk I van Beieren en diens vrouw Theresia van Saksen-Hildburghausen. Op 20 maart 1842 trad ze zelf in het huwelijk met Frans V, de laatste regerend hertog van Modena en Reggio, en de oudste zoon van Frans IV en Maria Beatrix van Savoye. In 1846 besteeg haar man de hertogelijke troon. Deze moest evenwel worden opgegeven ten gevolge van de Italiaanse eenwording.
Het paar kreeg een dochtertje, Anna Beatrix, dat nog geen jaar oud werd.
Na hun aftreden woonde de hertogin en haar man afwisselend in Beieren en Wenen. Na de dood van haar man, in 1875, vestigde Adelgunde zich aan het Beierse hof, waar zij - naast haar broer prins-regent Luitpold als tante Modena een rol vervulde als eminence grise.
- Gemeinsame Normdatei: 122910680
- International Standard Name Identifier: 0000 0000 1274 0007
- Library of Congress Control Number: nr97017391
- Nationale Bibliotheek van Israël: 987007451180905171
- Union List of Artist Names: 500455184
- Virtual International Authority File: 69822292
- WorldCat: E39PBJqfKwBMYTb9kjxFtDxFKd